# Правящий класс (фильм)
«Правящий класс» (англ. The Ruling Class) — британский фильм 1972 года, адаптация сатирической пьесы Питера Барнса, которая рассказывает о психически ненормальном английском аристократе Джеке Гурнее (которого играет Питер О’Тул). В фильме также снимались: Аластер Сим, Артур Лоу, Гарри Эндрюс, Корэл Браун, Майкл Брайант, Найджел Грин, Уильям Мервин, Кэролин Сеймур и Джеймс Виллерс. Продюсером фильма был Жюль Бак, а режиссёром Питер Медак. Питер О’Тул описал этот фильм как «комедию с драматической основой» (англ. a comedy with tragic relief).

## Сюжет
После заседания в палате лордов тринадцатый лорд Гурней дома просит дворецкого поставить лестницу и подвесить на потолке петлю. Когда дело сделано, лорд отсылает дворецкого за виски с содовой, а сам надевает балетную пачку, встаёт на лестницу и произносит торжественную речь, а затем просовывает голову в петлю. Он спрыгивает с лестницы, пытается достать до неё ногами, но только сталкивает её и умирает.
Нотариус оглашает завещание Гурнея, который завещает всё своё наследство и титул четырнадцатого лорда Гурнея своему сыну Джеку, который искренне считает себя Иисусом Христом и лечится в психиатрической клинике. Джек приезжает в особняк отца и бегает по дому и по саду. Другим лордам это совершенно не нравится, и они решают женить Джека, получить от него сына, посадить на престол его, а Джека объявить сумасшедшим.
Однако Джек говорит, что он женат на «даме с камелиями» — вымышленном персонаже. Тогда лорды посылают к Джеку женщину, которая должна выдавать себя за «даму с камелиями». Джек верит ей, и вскоре состоится свадьба, а в брачную ночь Джек оплодотворяет её. В ночь рождения ребёнка лорды решаются на опасный эксперимент. После него Джек думает, что он Джек-потрошитель: Джек убивает женщин, что воспринимается как совершенно нормальное явление, а в конце фильма становится членом палаты Лордов.

## Производство, выход и критика
Сценарий написан Питером Бернсом по мотивам его пьесы, но он внёс туда несколько существенных изменений. Бюджет фильма составлял 1,4 млн долларов, причём Питер О’Тул снимался бесплатно (это было его пожертвование картине «Человек из Ла-Манчи», выпущенной той же студией позже в этом же году).
Это первый британский фильм, присутствующий на Каннском фестивале в 1972 году, но мнения критиков разделились. Газета The New York Times охарактеризовала фильм как «удивительное развлечение», а Los Angeles Times назвала слишком растянутым. Несмотря на разногласия, фильм получил всеобщее признание, а игра Питера О’Тула отмечена премией Национального совета кинокритиков США. Студия Avco Embassy Picture позднее купила права на этот фильм и урезала 6 минут — общая продолжительность составила 154 минуты.